# Полигонизация

Схема трансформации дислокационной структуры при полигонизации

Полигонизация — перестройка и упорядочивание дислокационной структуры металлов.
Полигонизация приводит к образованию субзёренных границ.

## Механизмы полигонизации
Одним из видов полигонизации является динамическая полигонизация, происходящая при горячей обработке металлов (прокатка, ковка и т. п.). На первом этапе происходит образование т. н. «ячеистой» структуры. Затем при упорядочивании дислокационных стенок происходит образование малоугловых субграниц. В результате ячеистая структура превращается в вытянутые субзёрна. Дальнейшее развитие динамической полигонизации приводит к появлению субграниц, перпендикулярных полученным на предыдущем этапе. Это приводит к образованию равноосных субзёрен. Дальнейшая последеформационная выдержка или повышение температуры приводят к рекристаллизации, то есть увеличению угла разориентировки между субзёрнами и их превращению в зёрна. В сталях с ванадием выделение карбида ванадия VC по этим границам блокирует их, и последующая рекристаллизация не идет. Аналогичный эффект происходит при легировании ниобием, хромом и другими карбидо- и нитридообразующими элементами. Механизм динамической полигонизации является основным при термомеханической обработке металлов.
Большой вклад в исследование механизмов полигонизации внесла научная школа МИСиС под руководством профессора М. Л. Бернштейна. В настоящее время лаборатория термомеханической обработки, созданная М. Л. Бернштейном проводит регулярно «Бернштейновские чтения по термомеханической обработке металлических материалов», посвящённые вопросам горячей деформации металлов, включая проблемы полигонизации.

## Основные публикации
1. М. Л. Бернштейн. Прочность стали. М., «Металлургия», 1974
2. М. Л. Бернштейн. Структура деформированных металлов. М., «Металлургия», 1977
3. М. Л. Бернштейн, В. А. Займовский, Л. М. Капуткина. Термомеханическая обработка стали. М., «Металлургия», 1983
4. М. Л. Бернштейн. Диаграммы горячей деформации, структура и свойства стали. М., «Металлургия», 1989